# Ferrari Daytona
Ferrari 365 GTB/4, по-известен с неофициалното си име Ferrari Daytona, е Gran Turismo автомобил, произвеждан от Ferrari от 1968 г. до 1973 г. За първи път моделът е представен на публиката по време на Парижкия автосалон през 1968 г. и заменя Ferrari 275 GTB/4. Daytona бива заменен по-късно от Ferrari 365 GT4 Berlinetta Boxer, което разполага със средно разположен двигател.

## Име
Неофициалното име Daytona е прилагано по-често от медиите, отколкото от самите Ferrari, с цел да почете 1-2-3 финиша на Ferrari в 24-те часа на Дайтона през февруари 1967 г. с модела Ferrari 330P4.

## Спецификации
За разлика оттогава новото Lamborghini Miura със средно разположен двигател, Daytona разполага с традиционна конфигурация: предно разположен двигател, задно задвижване.
Двигателят на Daytona е известен като Tipo 251 и е разработен на базата на по-ранните Lampredi V12 двигатели, използвани във Ferrari 275 GTB/4. Tipo 251 е бил с работен обем от 4.4 литра (4,390 куб. см) и 60-градусова V12 конфигурация с DOHC и 365 куб. см работен обем на всеки един цилиндър (81 mm ход и 71 mm ширина). Двигателят е използвал 6 двойни карбуратора на Уебър (40 mm Solex двойни карбуратори са използвани понякога като алтернатива). Компресията на двигателя била 9.3:1; максималната му мощнуст била 357 к.с., а максималната му скорост: 280 km/h. Моделът ускорява от 0 – 96 км/ч за 5.4 секунди. Версията за САЩ имала леки разлики: компресията била намалена от 9.3:1 на 8.8:1, а системата за отделяне на газовете била оборудвана с голям заглушител, което добавило и лека визуална промяна на изходните тръби.
5-степенната предавателна кутия, която реално е била трансаксел, е монтирана в задната част на автомобила за оптимално разпределение на теглото. Окачването на Daytona било независимо на всички колела и е било 5-точково и амортисьори.

## Дизайн
Въпреки че дизайнът на модела е направен от Пининфарина, както при много други предишни Ферарита (от Леонарди Фиораванти), 365 GTB/4 бил радикално различен. По-острите ъгли в дизайна му напомняли повече на Ламборгини, отколкото на традиционно Pininfarina Ferrari.
Ранните бройки на Daytona имали фиксирани предни светлини зад акрилно стъкло. Този дизайн е изцяло оставен на заден план през 1971 г. за да се използват прибиращи се фарове, заради нови регулации за безопасност в САЩ, които забранявали предните светлини да бъдат зад капаци.

## Вариации на модела

### 365 GTB/4 и GTS/4
Прието е, че общата бройка произведени Daytona е 1,406 за времето му на производство. Тази бройка включва 158 бройки тип купе с десен волан; 122 заводски кабриолета Spyder (от които 7 са с десен волан), произведени от Скалиети – дизайнера на каросерията на Daytona; 15 състезателни автомобила с олекотена каросерия и подобрения на двигателя.
Исторически, най-вече в средата на 80-те и началото на 90-те години на XX век, е имало доста голяма разлика в цената между цените на истински Spider и истински Berlinetta. С надежда за по-висока стойност и перспективна печалба при продажба, а може би дори защото не е имало много заводски кабриолети, много от купетата на Daytona са превръщани в кабриолети

### Постижения и популярност
През 2004 г., Daytona е избрана като най-добрият спортен автомобил на 70-те от списанието Sports Car International. Подобно на това Motor Trend Classic определят 365 GTB/4 и GTS/4 като номер две в класацията си от топ десет на най-великите модели на Ferrari за всички времена.
През 1971 г., Daytona получава допълнетелна популярност, когато е била каран от Дан Гърни и Брок Йейтс в нелегалното състезание Cannonball Baker Sea-To-Shining-Sea Memorial Trophy Dash. Дуото спечелило състезанието със средна скорост от 129 км/ч, изминавайки дистанцията от Ню Йорк до Лос Анджелис – 4630 км – за 35 часа и 54 минути. Максималната разрешена скорост по американските магистрали по това време била 89 км/ч.